# Claudina García Pérez
Claudina García Pérez (Miranda de Ebro, 26 de enero de 1889 - Ciudad de México, 18 de abril de 1968) fue una sindicalista socialista española. 

## Trayectoria

### Sindicalismo y proyección pública
Llegó a Madrid hacia 1909 con 20 años, le seguiría unos meses después, su hermana con 15. Ambas trabajaban como obreras de la aguja a destajo y a domicilio. Ingresaron, junto a su hermana pequeña, Concepción, en la Agrupación Femenina Socialista de Madrid (AFSM) en julio de 1918. Constató la poca presencia femenina ya en su primer artículo publicado en El Socialista. En dicha asociación conocieron a la política y sindicalista Virginia González Polo.
Alrededor de 1918, se casó con Modesto Pereira Sanz, miembro de la Sociedad de Ebanistas de Madrid, afiliado a la Agrupación Socialista Madrileña (ASM) y tesorero de la Mutualidad Obrera de la Casa del Pueblo. En la AFSM, García ocupó diversos cargos de su Comité directivo y fue su representante en el Congreso Extraordinario del Partido Socialista Obrero Español (PSOE) en 1921.
Tras conocerse la aprobación del Estatuto municipal del 8 de marzo de 1924, que otorgaba el derecho de voto a las mujeres cabeza de familia, mayores de 23 años y no sujetas a la autoridad de ningún varón, participó junto a su hermana, secretaria entonces de AFSM, en la movilización para conseguir el voto femenino. Colaboró también en el mitin por la investigación de la paternidad, impulsado por la AFSM y en el que participaron su entonces presidenta Isabel Oyarzábal, Clara Campoamor y Concepción Aleixandre, entre otras. En 1926, lideró una propuesta de un “programa de reivindicaciones feministas” en la AFSM.
En 1928, publicó en el diario El Socialista varios artículos planteando las claves sobre la organización de las obreras de la aguja (obreras de ropa blanca y similares, y vestidos y sombreros). En ellos, planteaba las duras condiciones de trabajo de las obreras y su miedo a denunciar. Junto a su hermana Luz, insistía a las obreras de la aguja sobre la necesidad de afiliarse a las Sociedades de Resistencia de la Casa del Pueblo, porque eran quienes defendían sus derechos y ambas exhortaban a los obreros a que animasen a sus mujeres a organizarse.
Participó en la fundación de la Asociación de Obreras de Ropa Blanca de Madrid, creada el 29 de enero de 1928, y de la Asociación de Obreras y Obreros del Hogar, el 1 de febrero de 1931. En el Congreso de la Unión General de Trabajadores (UGT) del año 1932, asistió como delegada de la Federación Nacional de la Industria del Vestido y Tocado, formando parte de la Comisión de designación de ponencias y de la ponencia “industrias cinematográficas” además de ser la secretaria de la 9ª sesión.
Su firma y la de su hermana figuraban en el libro entregado por Clara Campoamor al Congreso de los Diputados para conmemorar el reconocimiento en la Constitución de 1931 de “todos los derechos civiles y políticos a la mujer”. Otras firmantes fueron María Lejárraga, Elisa Soriano, Julia Peguero, Hildegart Rodríguez y la sindicalista Elena Viñuela.
Fue candidata del PSOE por Palencia en las elecciones generales de 1933. Perteneció al Comité Nacional de la UGT de 1932 a 1937 en representación de la Federación Nacional de la Industria del Vestido y Tocado, de la que era secretaria general y fue vocal de la Comisión Ejecutiva de UGT desde octubre de 1937 a abril de 1939.

### Guerra civil y exilio
Durante la guerra civil, sus hijos fueron enviados a Valencia. Se reunió con ellos y su marido murió en Madrid en 1938. Trató de embarcarse para Argel, pero se lo impidió el ejército italiano y ella y su hijo fueron internados en un campo de concentración. Estuvo presa en la cárcel de mujeres de Ventas. Salió en libertad en junio de 1940 al ser sobreseída su causa. Participó en la reconstrucción de la UGT y la representó en el Comité de la Alianza Nacional de Fuerzas Democráticas en octubre de 1944.
Ante la persecución constante, se fue a Francia en diciembre de 1946 y se estableció en París. En junio de 1947, participó en la Conferencia Socialista Internacional de Zúrich como secretaria del Secretariado Femenino del PSOE y militante socialista en la clandestinidad. En febrero de 1948, se trasladó a México donde en 1952 participó en la constitución de la Agrupación de Socialistas Españoles (Sección México), formando parte de su Comité Directivo como vocal.
Falleció en México DF el 18 de abril de 1968.